# Sarandaye
Sarandaye est une localité située dans le département de Loropéni de la province du Poni dans la région Sud-Ouest au Burkina Faso.

## Géographie
Sarandaye est situé à environ 20 km au sud-ouest du centre de Loropéni, le chef-lieu du département, et de la route nationale 11, ainsi qu'à 10 km au sud de Lokosso-Gan.

## Santé et éducation
Le centre de soins le plus proche de Sarandaye est le centre de santé et de promotion sociale (CSPS) de Lokosso-Gan tandis que le centre médical se trouve à Kampti et que le centre hospitalier régional (CHR) de la province se trouve à Gaoua.